# Spriestersbach
Spriestersbach ist ein deutscher Familienname, der im Rhein-Lahn-Kreis seine größte Verbreitung hat. Er hat seinen Ursprung auf dem Hof Spriestersbach bei Obertiefenbach im Taunus. Von dort hat er sich deutschlandweit ausgebreitet und ist inzwischen weltweit vertreten.

## Geschichte
Bereits 1163 ist ein Klostergut Brusterbach im Besitz des Klosters Arnstein urkundlich nachweisbar. Im Dreißigjährigen Krieg wurde Obertiefenbach, zu dem das Gut gehört, zu großen Teilen zerstört und die Bevölkerung durch die Pest dezimiert. Nur drei Familien oder Hausvorstände überlebten.
In den frühesten Aufzeichnungen in den Kirchenbüchern von Ober- und Niedertiefenbach, die auch die Orte Lollschied, Pohl und Roth beinhalten, findet man den Familiennamen und den Hof Brüsterbach. So findet bereits 1614 ein Melchior Brüsterbach aus Roth mit seinem Trauungseintrag und in den Jahren danach bei den Taufeinträgen seiner Kinder Erwähnung. Ein Johannes Bartholomäus Brüsterbach, auch Hans Barthel genannt, aus Obertiefenbach heiratet 1646, ein Johannes Andreas Brüsterbach aus Niedertiefenbach stirbt 1665.
Anhand der Kirchenbücher der Orte in der Region lassen sich die Vorfahren der Spriestersbachs, die sich im Rhein-Lahn-Taunus-Gebiet verteilt haben, auf diesen Ursprungsort zurückverfolgen. Dabei ändert sich die Schreibweise des Familiennamens kontinuierlich und vielfältig über Prüsterbach, Pristerbach, Priestersbach bis sich gegen Ende des 18. und im 19. Jahrhundert überall die einheitliche Schreibweise Spriestersbach durchsetzt.
Die weitere Verbreitung des Namens ist durch die zunehmende Mobilität der Bevölkerung seit dem 19. Jahrhundert zu erklären.

## Bekannte Namensträger
- Joshua Spriestersbach (* 1971), US-amerikanisches Opfer eines Justizirrtums, siehe Verwechslung des Joshua Spriestersbach
- Julius Spriestersbach (1871–1945), deutscher Lehrer und Geologe
- Svenja Spriestersbach (* 1981), deutsche Handballspielerin